# Zaira sordicolor
Zaira sordicolor là một loài ruồi trong họ Tachinidae.